# Rouilly-Sacey
Rouilly-Sacey è un comune francese di 376 abitanti situato nel dipartimento dell'Aube nella regione del Grand Est.

## Società

### Evoluzione demografica
Abitanti censiti